# Beatriz Batarda
Beatriz Batarda, all'anagrafe Beatriz da Silveira Moreno Batarda (Londra, 1º aprile 1974), è un'attrice portoghese.
È cugina dell'attrice Leonor Silveira.

## Biografia
Nata a Londra nel 1974 dal pittore portoghese Eduardo Batarda e Cláudia Maria Germaine da Silveira Moreno, cresce a Lisbona dove frequenta il Lycée français Charles Lepierre e in seguito studia design presso l'Instituto de Artes Visuais, Design e Marketing. Dopo l'apparizione all'età di 5 anni nel film Maria di João Mário Grilo, nel 1988 fa il suo vero debutto in Tempi difficili di João Botelho, nel quale è accreditata come Beatriz Moreno. In seguito compare in film quali La valle del peccato (1993) e A caixa di Manoel de Oliveira (1994), Porto Santo di Vicente Jorge Silva (1997), e nel 1998 riceve lo Shooting Stars Award durante la 48ª edizione del Festival di Berlino.
Successivamente torna a Londra per frequentare la Guildhall School of Music and Drama, laureandosi con lode nel 2000 e ricevendo la Medaglia d'oro del corso di recitazione come miglior attrice. Nel 2003 recita in Quaresma di José Álvaro Morais che l'anno successivo le vale il primo Globo de Ouro, premio assegnato dall'emittente portoghese SIC e dalla rivista Caras. Il secondo arriva nel 2005 grazie a Noite Escura di João Canijo e A Costa dos Murmúrios di Margarida Cardoso. Sempre nel 2005 compare nel pluripremiato Alice di Marco Martins, con il quale lavora di nuovo negli anni successivi.
Oltre che al cinema e in televisione (Relic Hunter, Waking the Dead) Beatriz Batarda è attiva anche a teatro, dove ha recitato spesso con la compagnia del Teatro da Cornucópia. Con Marco Martins dirige inoltre il progetto Arena Ensemble di Lisbona.

### Vita privata
Beatriz Batarda è stata sposata con il compositore e pianista jazz Bernardo Sassetti, scomparso il 10 maggio 2012, dal quale ha avuto due figlie, Leonor e Maria. Il 10 novembre 2014 ha avuto un'altra figlia, Luísa, dall'attore e conduttore televisivo Bruno Nogueira.

## Filmografia

### Cinema
- Maria, regia di João Mário Grilo (1979)
- Tempi difficili (Tempos Difíceis), regia di João Botelho (1988)
- La valle del peccato (Vale Abraão), regia di Manoel de Oliveira (1993)
- A caixa, regia di Manoel de Oliveira (1994)
- Due draghi (Dois Dragões), regia di Margarida Cardoso (1996) – Cortometraggio
- Porto Santo, regia di Vicente Jorge Silva (1997)
- Elles, regia di Luís Galvão Teles (1997)
- O Que Te Quero, regia di Jeanne Waltz (1998) – Cortometraggio
- Peixe-Lua, regia di José Álvaro Morais (2000)
- Em Volta, regia di Ivo Ferreira (2002)
- Quaresma, regia di José Álvaro Morais (2003)
- A Dead End Story, regia di Carlos Armella (2003) – Cortometraggio
- Noite Escura, regia di João Canijo (2004)
- A Costa dos Murmúrios, regia di Margarida Cardoso (2004)
- It's All Gone Pete Tong, regia di Michael Dowse (2004)
- Alice, regia di Marco Martins (2005)
- Antes de Amanhã, regia di Gonçalo Galvão Teles (2007) – Cortometraggio
- Nadine, regia di Erik de Bruyn (2007)
- Um Amor de Perdição, regia di Mário Barroso (2008) – Voce narrante
- A Religiosa Portuguesa, regia di Eugène Green (2009)
- How to Draw a Perfect Circle, regia di Marco Martins (2009)
- Duas Mulheres, regia di João Mário Grilo (2009)
- Senhor X, regia di Gonçalo Galvão Teles (2010) – Cortometraggio
- Cisne, regia di Teresa Villaverde (2011)
- Sangue do Meu Sangue, regia di João Canijo (2011)
- Demain?, regia di Christine Laurent (2011)
- Luz da Manhã, regia di Cláudia Varejão (2011) – Cortometraggio
- O Grande Kilapy, regia di Zézé Gamboa (2012)
- Treno di notte per Lisbona (Night Train to Lisbon), regia di Bille August (2013)
- Yvone Kane, regia di Margarida Cardoso (2014)
- Beatriz: Entre a Dor e o Nada, regia di Alberto Graça (2015)
- The Secret Agent, regia di Stan Douglas (2015)
- 2 Minutos, regia di Afonso Pimentel (2016) – Cortometraggio
- São Jorge, regia di Marco Martins (2016)
- Colo, regia di Teresa Villaverde (2017)
- Menina, regia di Cristina Pinheiro (2017)

### Televisione
Film tv
- S.A.C.: Des hommes dans l'ombre, regia di Thomas Vincent (2005)
- Avé Maria, regia di João Botelho (2006) – Cortometraggio

Serie tv
- Relic Hunter – serie TV, episodio 2x17 (2001)
- Table 12 – Episodio Magdalena (2001)
- My Family – Episodio Parisian Beauty (2001)
- Doctors – Episodio A Place of Safety (2001)
- The Forsyte Saga – Miniserie (2002-2003)
- Amnesia – Miniserie (2004)
- Waking the Dead – Episodi Persone scomparse Parte 1 e 2 (2008)

### Doppiaggio
- Raquel in Cinzento e Negro di Luís Filipe Rocha (2015)

## Riconoscimenti
- Festival internazionale del cinema di Berlino
1998 – Shooting Stars Award
- Globos de Ouro
1998 – Candidatura per la migliore attrice per Porto Santo
2004 – Migliore attrice per Quaresma
2005 – Migliore attrice per A Costa dos Murmúrios e Noite Escura
2006 – Candidatura per la migliore attrice per Alice
2011 – Candidatura per la migliore attrice per Duas Mulheres, How to Draw a Perfect Circle e A Religiosa Portuguesa
2012 – Candidatura per la migliore attrice per Cisne
2016 – Candidatura per la migliore attrice per Yvone Kane
- Festival de Cinema de Países de Língua Portuguesa
2005 – Andorinha Trophy	alla miglior attrice per A Costa dos Murmúrios
- Prémio Autores
2011 – Migliore attrice per Duas Mulheres
2012 – Candidatura per la migliore attrice per Cisne
2016 – Candidatura per la migliore attrice per Yvone Kane
- CinEuphoria Awards
2012 – Miglior cast (concorso nazionale) per Sangue do Meu Sangue (condiviso il resto del cast)
- Caminhos do Cinema Português
2010 – Migliore attrice non protagonista per How to Draw a Perfect Circle
2015 – Migliore attrice protagonista per Yvone Kane
- Festival de Cinema Luso-Brasileiro
2014 – Premio della giuria alla miglior attrice per Yvone Kane
- Prémios Sophia
2014 – Migliore attrice non protagonista per Treno di notte per Lisbona
2016 – Candidatura per la migliore attrice protagonista per Yvone Kane
2018 – Candidatura per la migliore attrice non protagonista per São Jorge

## Doppiatrici italiane
Nelle versioni in italiano dei suoi film, Beatriz Batarda è stata doppiata da:
- Marzia Dal Fabbro in Treno di notte per Lisbona